# John Riley (Dichter)
John Riley (* 10. Oktober 1937 in Leeds; † 27. Oktober oder 28. Oktober 1978 ebenda) war ein britischer Dichter, welcher dem British Poetry Revival (englisch „Wiederbelebung der britischen Dichtung“) zugeordnet wird.
Riley wurde in Leeds geboren und wuchs dort auf. Er diente von 1956 bis 1958 bei der Royal Air Force und besuchte danach das Pembroke College in Cambridge. Dort machte er 1961 seinen Bachelor- und 1965 seinen Master-Abschluss. Danach arbeitete er als Lehrer in verschiedenen Schulen der Gegend um Cambridge. In dieser Zeit lernte er viele Dichter und Poeten der „Cambridge Group“ kennen, der Keimzelle des British Poetry Revival.
1969 nahm er eine Stelle als Lehrer in der Nähe von Oxford an. In diesem Jahr gründete er mit seinem Freund Tim Longville die „Grosseteste Press“ und zwei Jahre später, 1971, verlegten die beiden die Zeitschrift „Grosseteste Review“. Schon 1970 hatte sich Riley vom Lehrerberuf zurückgezogen, um nach Leeds zurückzukehren und seine ganze Arbeitskraft dem Schreiben zu widmen. 1977 trat er der Orthodoxen Kirche bei. In der Nacht vom 27. auf den 28. Oktober 1978 wurde er in der Nähe seines Hauses von Straßenräubern ermordet.
Seine Werke waren von Charles Olson und Ossip Emiljewitsch Mandelstam beeinflusst, deren Werke er ins Englische übersetzte. Sein erstes Buch Ancient and Modern wurde im Jahr 1967 veröffentlicht und im Jahre 1980 nach seinem Tod das Buch The Collected Works. In letzterem ist sein für die Dichtung wichtiges langes Gedicht Czargrad zum ersten Mal vollständig abgedruckt. Bei Carcanet Press erschien 1995 „A selected Poems“. 
John Rileys Ehefrau, Carol Riley Brown, spendete 2013 seinen literarischen Nachlass der Cambridge University Library.